# 昂斯拉雷區
昂斯拉雷區是聖盧西亞的10個區之一，位於該國西部，北面和東面是卡斯特里區，南接卡納里斯區，西臨加勒比海，面積31平方公里，2001年人口6,495，人口密度為每平方公里210人。

## 聚居地
- 昂斯拉雷
- 卡纳里
- 米耶
- 罗索